# Hans Visser (musicus)
Hans Visser (Tandjung Pandan, 17 februari 1955) is een Nederlandse gitarist, basgitarist en componist.

## Levensbeschrijving
Hans Visser was in 1976, nog tijdens zijn gitaarstudie aan het Utrechts Conservatorium betrokken bij de oprichting van de groep Flairck, waarin hij als gitarist en bassist speelde. Vanaf 1984 speelde hij een aantal seizoenen in de begeleidingsgroep van de Franse zanger Georges Moustaki. In 1985 debuteerde hij als componist met een concert voor klassiek gitaar en symfonie orkest, dat door het Frysk Orkest werd uitgevoerd en opgenomen. In 1987 verscheen bij Sony Music zijn eerste solo-gitaar album Duel, gevolgd door het album Europa, samen met fluitiste Annet Visser en het album Pacific Fuel. Van 1990 tot 2000 maakte zijn gezelschap Hans Visser & Friends 10 theaterproducties, 750 concerten en 9 cd's. De groep had als basis gitaar, contrabas, vleugel en sopraansaxofoon en werkte afwisselend met de zangeressen Marian Rolle en Marta Contreras. Van 2000 tot 2005 was hij docent aan de hogeschool Inholland in Haarlem. Sinds 2005 vormt hij een duo met de Russische accordeoniste en zangeres Irena Filippova.
Naast de optredens maakt hij audiovisuele producties, waarbij muziek en theater aangevuld worden met beeldmateriaal. In 2001 won hij hiermee de Gouden giraffe voor het World Press Photo-concert. Ook maakte hij voor het Wereld Natuur Fonds de muziek voor de attractie PandaDroom in de Efteling (2003), de muziek en beelden voor de musical Novomundo (2004), en bedacht hij de theatertour Het Zintuigenrijk voor de Cliniclowns (2005).

## Werken
CDs & shows
| 1978 | CD   | Variaties op een Dame      | Flairck                                              |
| 1980 | CD   | Gevecht met de Engel       | Flairck                                              |
| 1980 | CD   | Live in Amsterdam          | Flairck                                              |
| 1981 | CD   | Circus                     | Flairck                                              |
| 1982 | CD   | Flairck & Orkest           | Flairck & het Gewestelijk Orkest olv David Porcelijn |
| 1983 | CD   | Moustaki & Flairck         | Moustaki & Flairck                                   |
| 1984 | Show | Gitaarconcert Toscan Lady  | Hans Visser & Frysk Orkest                           |
| 1986 | CD   | Duel                       | Hans Visser Solo gitaaralbum                         |
| 1987 | CD   | Europa                     | Hans Visser & Annet Visser                           |
| 1988 | CD   | Virgin                     | Hans Visser Solo gitaaralbum                         |
| 1989 | CD   | Pacific Fuel               | Hans Visser & Friends                                |
| 1990 | CD   | Black American Music       | Hans Visser & Friends feat. Marian Rolle             |
| 1990 | Show | Acoustic Swing             | Hans Visser & Friends                                |
| 1992 | Show | History of the Jazz        | Hans Visser & Friends                                |
| 1993 | Show | One Night Hot Music        | Hans Visser & Friends feat. Marian Rolle             |
| 1994 | Show | Latin Love                 | Hans Visser & Friends feat. Marta Contreras          |
| 1995 | CD   | Dutch Black & Blue         | Hans Visser & Friends feat. Marian Rolle             |
| 1996 | Show | One Night Hot Music        | Hans Visser & Friends feat. Marian Rolle             |
| 1997 | CD   | Clazzical                  | Hans Visser plays Bach                               |
|      | CD   | Buon Giorno                | Hans Visser & Italian Masters                        |
|      | CD   | Fire                       | Hans Visser & Spanish Masters                        |
|      | CD   | Earth                      | Hans Visser & French Masters                         |
|      | CD   | Stringled                  | Hans Visser & Chopin                                 |
| 1999 | CD   | The Club                   | Hans Visser & Friends                                |
| 2001 | Show | World Press Photo Concert  | Hans Visser & Orkest olv Maurice Luttikhuis          |
| 2001 | Show | Vladimir Vyssotsky         | Hans Visser & Irena Filippova                        |
| 2005 | CD   | De Immigrant               | Hans Visser & Irena Filippova                        |
| 2006 | Show | Het Zintuigenrijk          | Hans Visser & Irena Filippova                        |
| 2007 | Show | Russin Zkt Man             | Hans Visser & Irena Filippova                        |
| 2008 | Show | Feest in het Zintuigenrijk | Hans Visser & Irena Filippova                        |
| 2010 | Show | World Press Photo Concert  | Hans Visser & Friends                                |
| 2011 | Show | Reis door Rusland          | Hans Visser & Irena Filippova                        |
| 2012 | Show | Puur Barbaars              | Hans Visser & Int. Danstheater Amsterdam             |
| 2013 | Show | Doctor Zhivago             | Hans Visser & Irena Filippova                        |
| 2015 | Show | Hermitage Concert          | Hans Visser & Irena Filippova                        |
| 2016 | Show | Reis om de Wereld          | Hans Visser & Irena Filippova                        |
| 2017 | Show | Hollands Glorie            | Hans Visser & Irena Filippova                        |
| 2019 | Show | Rembrandt & Gouden Eeuw    | Hans Visser & Irena Filippova                        |
| 2021 | Show | Hollandse Streken          | Hans Visser & Irena Filippova                        |
|      |      |                            |                                                      |

Hans Visser produceerde meer dan 30 cd’s en gaf ruim 2500 concerten in Nederland, België, Duitsland, Frankrijk, Griekenland, Indonesië, Engeland en New York. Hij werkte samen met onder meer  Georges Moustaki, Liesbeth List, Peter Faber, Frank Groothof, Harry Sacksioni, Laurens van Rooyen, Frysk Orkest, Gewestelijk orkest, Brabants Orkest, Raymond van het Groenewoud, Marco Bakker. Daarnaast werkte hij aan evenementen voor onder andere World Press Photo organisatie Amsterdam, Albert Heijn, T-mobile, Voetballer van het jaar, Hyundai, KLM, Internationaal Danstheater Amsterdam, Stichting Cliniclowns Nederland, Wentink Events en het Rijksmuseum Amsterdam.

## Prijzen
- 1978 - AVRO Platen Publieksprijs met Flairck
- 1979 - Zilveren Harp met Flairck
- 1979 - Edison voor Variaties op een dame met Flairck
- 1980 - Edison voor Gevecht met de engel met Flairck
- 2001 - Gouden giraffe voor Beeld en Muziek World Press Photo 2001